# Хенстридж, Наташа
Ната́ша Тоня Хе́нстридж (англ. Natasha Tonya Henstridge; род. 15 августа 1974, Спрингдэйл, Канада) — канадская актриса, бывшая фотомодель.

## Биография
Наташа Хенстридж родилась 15 августа 1974 года в городе Спрингдэйл канадской провинции Ньюфаундленд и Лабрадор, в семье Хелен и Брайана Хенстриджей. Её мать была домохозяйкой, а отец работал руководителем строительных работ. Она выросла в городе Форт Мак-Муррей, провинции Альберта, вместе со своим младшим братом Шейном. 
В возрасте 14 лет она приняла участие в конкурсе «Образ года», организованном модельным агентством Casablanca, и заняла первое место. На следующий год отправилась работать моделью в Париж. В возрасте 15 лет впервые появилась на обложке журнала Cosmopolitan. Затем последовало еще несколько съёмок для обложек журналов, после чего Хенстридж снималась в телевизионной рекламе таких товаров, как Olay, Old Spice и Lady Stetson. После завершения карьеры модели она посвятила себя актерскому мастерству.
В 1994 году Хенстридж получила контракт на три фильма с компанией «MGM — UA». Её первый фильм — фантастическая картина «Особь», в которой она сыграла гибрид человека и пришельца Сил, вышел на экраны в 1995 году. Картина получила признание зрителей, Наташа — первую в своей жизни кинопремию — «MTV Movie Awards» в категории «Лучший поцелуй», а продюсеры увидели в актрисе исполнительницу красивых героинь в жанре фантастических фильмов.
Далее следует участие в «экшенах» «Адреналин: Страх погони» (1996) с Кристофером Ламбертом и «Максимальный риск» с Жан-Клодом Ван Даммом. За них журнал «Femme Fatale» вывел Наташу на первую строчку в списке самых сексуальных актрис и актёров, снимавшихся в фантастических боевиках.
Затем последовала драматическая роль — серию боевиков прерывает работа с известным бразильским режиссёром Фабиу Баррету, лауреатом «Оскара», который пригласил Наташу на главную роль в мелодраме «Прекрасная Донна», после чего были роли в нескольких сериалах и фильмах, снятых для телевидения, а также в высокобюджетных картинах. Самым урожайным выдался 2000 год: «Чужой билет», «Девять ярдов». В 2001 году состоялось возвращение в мир кинофантастики — «Призраки Марса» режиссёра Джона Карпентера, где режиссёр предпочёл Наташу другой претендентке — Кортни Лав.

## Личная жизнь
С 1995 по 1996 год была замужем за актёром Дэмианом Чапой. С 1996 по 2004 года она встречалась с актёром Лиамом Уэйтом и у них есть два сына — Тристан Ривер Уэйт (род. 12 октября 1998) и Ашер Скай Уэйт (род. в сентябре 2001). С 2011 по 2018 год она была замужем за певцом Дариусом Данешем.
В ноябре 2017 года, в разгар движения #MeToo, присоединилась к шести другим актрисам, обвинившим режиссера Бретта Рэтнера в сексуальном насилии и домогательствах. Она утверждала, что в начале 1990-х годов он заставлял ее заниматься с ним оральным сексом. 

Она также обвинила продюсера Харви Вайнштейна в сексуальных домогательствах.

## Избранная фильмография
| Год       |    | Русское название                  | Оригинальное название             | Роль                     |
| --------- | -- | --------------------------------- | --------------------------------- | ------------------------ |
| 1995      | ф  | Особь                             | Species                           | Сил                      |
| 1996      | ф  | Максимальный риск                 | Maximum Risk                      | Алекс Минетти            |
| 1996      | ф  | Адреналин: Страх погони           | Adrenalin: Fear the Rush          | Делон                    |
| 1997      | с  | За гранью возможного              | The Outer Limits                  | Эмма                     |
| 1998      | мс | Южный парк                        | South Park                        | миссис Эллен             |
| 1998      | ф  | Осада                             | Standoff                          | Мэри                     |
| 1998      | ф  | Особь 2                           | Species II                        | Ева                      |
| 1998      | ф  | Прекрасная Донна                  | Bela Donna                        | Донна                    |
| 1998      | ф  | Собачий парк                      | Dog Park                          | Лорна                    |
| 1999      | тф |                                   | Caracara                          | Рэйчел Сазерленд         |
| 2000      | ф  | От судьбы не уйдешь               | It Had to Be You                  | Анна Пенн                |
| 2000      | ф  | Девять ярдов                      | The Whole Nine Yards              | Синтия Тадески           |
| 2000      | тф | Ясон и аргонавты                  | Jason and the Argonauts           | Гипсипила                |
| 2000      | ф  | Вторая кожа                       | Second Skin                       | Кристал Бол              |
| 2000      | ф  | Чужой билет                       | Bounce                            | Мими Прейджер            |
| 2000      | ф  | Призраки Марса                    | John Carpenter's Ghosts of Mars   | лейтенант Мелани Баллард |
| 2001      | ф  | Снежный гонщик                    | Kevin of the North                | Бонни                    |
| 2002      | ф  | Неудержимые                       | Steal                             | Кэрэн                    |
| 2002—2004 | с  | Шпионки                           | She Spies                         | Кейси Макбэйн            |
| 2004      | ф  | Девять ярдов 2                    | The Whole Ten Yards               | Синтия Озерански         |
| 2004      | в  | Особь 3                           | Species 3                         | Ева                      |
| 2005—2006 | с  | Женщина-президент                 | Commander in Chief                | Джейн Маррей             |
| 2007      | с  | Акула                             | Shark                             | Николетт Росс            |
| 2008      | ки | Command & Conquer 3: Kane’s Wrath | Command & Conquer 3: Kane’s Wrath | Алекса Ковакс            |
| 2008      | ф  | Список контактов                  | Deception                         | Симона                   |
| 2008—2009 | с  | Элай Стоун                        | Eli Stone                         | Тэйлор Уэтерсби          |
| 2009      | с  | Последний день                    | Impact                            | доктор Мэдди Родес       |
| 2009      | ф  |                                   | Anytown                           | Кэрол Миллс              |
| 2010      | ф  | Ну что, сыграем?                  | Let the Game Begin                | Анжела                   |
| 2010      | тф |                                   | You Lucky Dog                     | Лиза Рэйборн             |
| 2010      | тф | Слеза дьявола                     | The Devil's Teardrop              | Маргарет Лукас           |
| 2010      | с  | До смерти красива                 | Drop Dead Diva                    | Клэр Харрисон            |
| 2011      | ф  | Идеальный студент                 | The Perfect Student               | Николь                   |
| 2011      | с  | C.S.I.: Место преступления Майами | CSI: Miami                        | агент Рене Локлер        |
| 2012      | ф  | Должен ли был Ромео?              | Should've Been Romeo              | Надя                     |
| 2011—2012 | с  | Тайный круг                       | Secret Circle                     | директор Доун Чемберлен  |
| 2012      | тф | Рождественская песня              | Christmas Song                    | Диана                    |
| 2013      | тф | Колд-Спринг                       | Cold Spring                       | Сара                     |
| 2013      | тф | Кошмар сестры                     | A Sister's Nightmare              | Кэссиди                  |
| 2013      | ф  | Бык из Бронкса                    | The Bronx Bull                    | Салли                    |
| 2013      | тф | Против природы                    | Against the Wild                  | Сюзан Вейд               |
| 2014      | тф | Нигде не безопасно                | Nowhere Safe                      | Джули Джонсон            |
| 2014      | с  | Гавайи 5.0                        | Hawaii Five-0                     | Каролина Портер          |
| 2014      | с  | Селфи                             | Selfie                            | Ясмин Сейперштайн        |
| 2015      | с  | Красавица и чудовище              | Beauty and the Beast              | Кэрол Холл               |
| 2016      | в  | Взлом                             | Home Invasion                     | Хлоя                     |
| 2017—2017 | с  | Медина                            | Medinah                           | Сальма                   |
| 2019—2021 | с  | Диггстаун                         | Diggstown                         | Колин                    |
| 2020      | ф  | Неуязвимый                        | The Unhealer                      | Бернис Мейсон            |
| 2021      | ф  | Ночь Сикарио                      | Night of the Sicario              | Тейлор Уорд              |
| 2021      | ф  | Пес-герой: Путешествие домой      | Hero Dog: The Journey Home        | Сьюзан Уэйд              |
| 2021      | ф  | Эта игра называется Убийство      | This Game's Called Murder         | Миссис Валлендорф        |
| 2021      | ф  | Почему?                           | Why?                              | Нина                     |
| 2022      | ф  | 7-й секрет                        | 7th Secret                        | Оливия Дивайн            |
| 2024      | ф  | Месть Золушки                     | Cinderella's Revenge              | фея-крестная             |

## Награды и номинации
| Год  | Награда                                      | Категория                                                                             | Работа         | Результат |
| ---- | -------------------------------------------- | ------------------------------------------------------------------------------------- | -------------- | --------- |
| 1995 | The Stinkers Bad Movie Awards                | Худшая актриса                                                                        | Особь          | Номинация |
| 1996 | MTV Movie Awards                             | Лучший поцелуй                                                                        | Особь          | Победа    |
| 1996 | MTV Movie Awards                             | Лучший прорыв года                                                                    | Особь          | Номинация |
| 2005 | DVD Exclusive Awards                         | Best Supporting Actress (in a DVD Premiere Movie)                                     | Особь 3        | Победа    |
| 2005 | Международный кинофестиваль в Темекула-Вэлли | За творческие достижении в карьере                                                    |                | Победа    |
| 2008 | Джемини                                      | Best Performance by an Actress in a Leading Role in a Dramatic Program or Mini-Series | Would Be Kings | Победа    |